# Temporada 1993-94 de los Sacramento Kings
La temporada 1993-94 fue la novena de los Kings en la NBA en su ubicación en Sacramento, California, y la cuadragésimo sexta en la liga, tras jugar las últimas trece en Kansas City. La temporada regular acabó con 28 victorias y 54 derrotas, ocupando el décimo puesto de la Conferencia Oeste, no logrando clasificarse para los playoffs.

## Elecciones en elDraft
| Ronda | Puesto | Jugador        | Posición  | Nacionalidad   | Universidad    |
| ----- | ------ | -------------- | --------- | -------------- | -------------- |
| 1     | 7      | Bobby Hurley   | Base      | Estados Unidos | Duke           |
| 2     | 31     | Evers Burns    | Ala-Pívot | Estados Unidos | Maryland       |
| 2     | 44     | Alex Holcombe  | Ala-Pívot | Estados Unidos | Baylor         |
| 2     | 52     | Mike Peplowski | Pívot     | Estados Unidos | Michigan State |

## Temporada regular
| División Pacífico        | División Pacífico | División Pacífico | División Pacífico | División Pacífico | División Pacífico | División Pacífico | División Pacífico | División Pacífico |
| Equipo                   | G                 | P                 | %                 | PD                | Casa              | Fuera             | Div               |                   |
| ------------------------ | ----------------- | ----------------- | ----------------- | ----------------- | ----------------- | ----------------- | ----------------- | ----------------- |
| y-Seattle SuperSonics    | 63                | 19                | .768              | —                 | 37–4              | 26–15             | 25–5              |                   |
| x-Phoenix Suns           | 56                | 26                | .683              | 7                 | 36–5              | 20–21             | 19–11             |                   |
| x-Golden State Warriors  | 50                | 32                | .610              | 13                | 29–12             | 21–20             | 19–11             |                   |
| x-Portland Trail Blazers | 47                | 35                | .573              | 16                | 30–11             | 17–24             | 17–13             |                   |
| Los Angeles Lakers       | 33                | 49                | .402              | 30                | 21–20             | 12–29             | 7–23              |                   |
| Sacramento Kings         | 28                | 54                | .341              | 35                | 20–21             | 8–33              | 9–21              |                   |
| Los Angeles Clippers     | 27                | 55                | .329              | 36                | 17–24             | 10–31             | 9–21              |                   |

## Estadísticas

### Temporada regular
| Rk | Jugador          | Edad | P  | PT | MP   | TC  | TCI  | %TC  | T3  | T3I | %T3  | TL  | TLI | %TL  | RO  | RD  | RT   | AS  | RB  | TAP | BP  | FP  | PTS  |
| -- | ---------------- | ---- | -- | -- | ---- | --- | ---- | ---- | --- | --- | ---- | --- | --- | ---- | --- | --- | ---- | --- | --- | --- | --- | --- | ---- |
| 1  | Mitch Richmond   | 28   | 78 | 78 | 37.1 | 8.1 | 18.3 | .445 | 1.6 | 4.0 | .407 | 5.5 | 6.6 | .834 | 0.9 | 2.8 | 3.7  | 4.0 | 1.3 | 0.2 | 2.8 | 2.7 | 23.4 |
| 2  | Lionel Simmons   | 25   | 75 | 74 | 36.0 | 5.8 | 13.3 | .438 | 0.1 | 0.2 | .353 | 3.3 | 4.3 | .777 | 2.2 | 5.3 | 7.5  | 4.1 | 1.4 | 0.7 | 2.4 | 2.5 | 15.1 |
| 3  | Olden Polynice   | 29   | 31 | 29 | 33.9 | 4.0 | 8.3  | .484 | 0.0 | 0.0 | .000 | 1.8 | 3.2 | .556 | 4.9 | 6.5 | 11.4 | 0.6 | 0.6 | 1.0 | 0.9 | 2.6 | 9.8  |
| 4  | Spud Webb        | 30   | 79 | 62 | 32.5 | 4.7 | 10.3 | .460 | 0.7 | 2.1 | .335 | 2.6 | 3.2 | .813 | 0.6 | 2.3 | 2.8  | 6.7 | 1.2 | 0.3 | 2.1 | 2.3 | 12.7 |
| 5  | Wayman Tisdale   | 29   | 79 | 77 | 32.4 | 7.0 | 13.9 | .501 | 0.0 | 0.0 |      | 2.7 | 3.4 | .808 | 2.0 | 5.1 | 7.1  | 1.8 | 0.5 | 0.7 | 1.6 | 3.7 | 16.7 |
| 6  | Bobby Hurley     | 22   | 19 | 19 | 26.3 | 2.8 | 7.7  | .370 | 0.1 | 0.8 | .125 | 1.3 | 1.6 | .800 | 0.3 | 1.5 | 1.8  | 6.1 | 0.7 | 0.1 | 2.5 | 1.5 | 7.1  |
| 7  | Walt Williams    | 23   | 57 | 4  | 23.8 | 4.0 | 10.2 | .390 | 0.7 | 2.3 | .288 | 2.6 | 4.1 | .635 | 1.2 | 2.9 | 4.1  | 2.3 | 0.9 | 0.4 | 2.5 | 3.5 | 11.2 |
| 8  | Pete Chilcutt    | 25   | 46 | 24 | 21.2 | 3.3 | 7.1  | .463 | 0.0 | 0.0 | .000 | 0.7 | 1.1 | .596 | 2.2 | 3.7 | 5.9  | 1.5 | 0.9 | 0.6 | 1.2 | 2.5 | 7.3  |
| 9  | Trevor Wilson    | 25   | 52 | 9  | 21.1 | 3.2 | 6.7  | .481 | 0.0 | 0.0 | .000 | 1.5 | 2.7 | .560 | 2.1 | 2.6 | 4.7  | 1.2 | 0.6 | 0.2 | 1.7 | 2.0 | 8.0  |
| 10 | Randy Brown      | 25   | 61 | 2  | 17.1 | 1.8 | 4.1  | .438 | 0.0 | 0.1 | .000 | 0.9 | 1.4 | .609 | 0.7 | 1.2 | 1.8  | 2.2 | 1.0 | 0.2 | 1.2 | 2.2 | 4.5  |
| 11 | Duane Causwell   | 25   | 41 | 8  | 16.4 | 1.7 | 3.3  | .518 | 0.0 | 0.0 |      | 1.0 | 1.7 | .588 | 1.7 | 2.9 | 4.5  | 0.3 | 0.5 | 1.2 | 0.8 | 2.7 | 4.4  |
| 12 | LaBradford Smith | 24   | 59 | 2  | 14.1 | 2.0 | 4.9  | .403 | 0.4 | 1.0 | .350 | 0.8 | 1.1 | .750 | 0.5 | 0.8 | 1.3  | 1.8 | 0.6 | 0.1 | 0.8 | 1.5 | 5.1  |
| 13 | Andre Spencer    | 29   | 23 | 0  | 12.4 | 1.9 | 4.3  | .430 | 0.0 | 0.0 |      | 2.3 | 3.2 | .712 | 1.1 | 1.5 | 2.7  | 0.8 | 0.8 | 0.2 | 0.8 | 1.6 | 6.0  |
| 14 | Mike Peplowski   | 23   | 55 | 19 | 12.1 | 1.4 | 2.6  | .539 | 0.0 | 0.0 | .000 | 0.4 | 0.8 | .545 | 0.9 | 2.2 | 3.1  | 0.4 | 0.3 | 0.5 | 0.6 | 2.4 | 3.2  |
| 15 | Randy Breuer     | 33   | 26 | 3  | 9.5  | 0.3 | 1.0  | .308 | 0.0 | 0.0 | .000 | 0.1 | 0.5 | .214 | 0.6 | 1.6 | 2.2  | 0.3 | 0.2 | 0.7 | 0.3 | 1.2 | 0.7  |
| 16 | Jim Les          | 30   | 18 | 0  | 9.4  | 0.7 | 1.9  | .382 | 0.4 | 1.0 | .444 | 0.6 | 0.7 | .846 | 0.3 | 0.4 | 0.7  | 2.2 | 0.4 | 0.1 | 0.6 | 0.9 | 2.5  |
| 17 | Evers Burns      | 22   | 23 | 0  | 6.2  | 1.0 | 2.4  | .400 | 0.0 | 0.0 |      | 0.5 | 1.0 | .522 | 0.6 | 0.7 | 1.3  | 0.4 | 0.3 | 0.1 | 0.3 | 1.4 | 2.4  |

## Galardones y récords
| Jugador        | Galardón                              |
| Mitch Richmond | 2.º Mejor quinteto de la NBA All-Star |